# O Segredo (filme de 2006)
O Segredo (The Secret) é um documentário áustralo-estadunidense de 2006, produzido pela Prime Time Productions e dirigido por Drew Heriot. O documentário foi executado por uma produtora independente e seu sucesso mundial gerou um livro homônimo que também se tornou best-seller.

## Sinopse
O documentário traz depoimentos de escritores, pesquisadores e filósofos que defendem a existência de um segredo milenar, conhecido por alguns dos líderes da humanidade e nunca antes revelado, e que pode ser a chave para o sucesso.
O documentário pode ser resumido em uma palavra: Atração. A lei da atração é capaz de realizar qualquer coisa, bastando desejá-la incondicionalmente e direcionar os pensamentos positivos, sem nunca desistir — a chamada "Fé Inabalável".

## Resumo da Lei da Atração
A lei da atração, segundo o filme, é uma lei que sempre está agindo em todos nós assim como todas as leis naturais, como a lei da gravidade, como a lei da ação e reação, etc. É uma lei que explicaria o porquê de tudo que acontece em nossa volta, dizendo que as nossas emoções, produto de nossos pensamentos, que produzem os acontecimentos do dia-a-dia, se tivermos boas emoções, então teriamos bons acontecimentos na nossa vida, e se tivermos más emoções, então teremos maus acontecimentos na nossa vida. O filme defende que devemos ter um cuidado na hora de pensarmos, para não pensarmos o que não queremos e assim isso não acontecer na nossa vida.
No filme é citado um exemplo, o de que quando acordamos de mau humor, várias outras coisas ruins acontecem durante o dia-a-dia, isso porque os pensamentos mal-humorados e estressados atrairiam mais coisas que mantenham esses pensamentos. Bastaria uma mera mudança no temperamento para que as coisas voltassem a ser boas e assim atrair mais coisas que manteriam bons acontecimentos.
"Você atrai aquilo que transmite"

## Passos do Segredo
O documentário defende a ideia que devemos sempre agradecer pelo que temos, e até mesmo pelo que não temos, ou seja, devemos ser gratos por tudo.
O Segredo para se obter o que deseja, segundo o documentário e a técnica a Pirâmide dos Objetivos, pode ser resumido em três simples palavras: Pedir; Crer; e Receber.
- Pedir: Primeiro você pediria aquilo que deseja, não precisaria ser necessariamente com palavras, mas sim com pensamentos.
- Crer: Nesse passo seria necessário que você acredite que recebeu o que pediu, mesmo que não tenha recebido. É necessário acreditar, segundo o filme, profundamente, agir como se já tivesse recebido, deve mudar sua vida como se já tivesse recebido. Segundo o documentário isso faria com que a mente envie mais frequência para atrair o que realmente se quer.
- Receber: Segundo o filme documentário esse seria o passo mais simples; basta receber o que pediu anteriormente, e sem esquecer de agradecer.

## Depoimentos
| - Bob Proctor - Michael Beckwith - Lee Brower - Jack Canfield - John Demartini - Marie Diamond - Joe Vitale - Mike Dooley |  | - John Gray - John Hagelin - James Arthur Ray - John Assaraf - Bob Doyle - Hale Dwoskin - Morris E. Goodman |  | - Bill Harris - Ben Johnson - Loral Langemeier - Lisa Nichols - David Schirmer - Marci Shimoff - Neale Walsch |